# Taíde (España)
Taíde es una aldea española situada en la parroquia de Barbadelo, del municipio de Sarria, en la provincia de Lugo, Galicia.

## Demografía
| Gráfica de evolución demográfica de Taíde entre 2000 y 2021 |
|                                                             |
| Datos según el nomenclátor publicado por el INE.            |